# Памятник воинам-тагильчанам
Памятник воинам-тагильчанам, погибшим в локальных войнах планеты «Брод в неизвестность» — памятник в Нижнем Тагиле, посвящённый уроженцам города, павшим в горячих точках Земли. Расположен в Ленинском районе города, в Центре города, в сквере набережной на северном берегу Тагильского пруда.

## Описание
Памятник представляет собой сгорбившуюся фигуру солдата с автоматом на правом плече и беретом в левой. Фигура солдата вылита из чугуна и стоит на широком гранитном постаменте. Воин склонил свою голову к разорванному кругу планеты и кресту. На окружающих солдата наклонных гранитных пилонах увековечены фамилии 58 тагильчан, которые пали в боях в Афганистане, Нагорном Карабахе, Северной Осетии и в Чечне. Высота памятника с постаментом составляет 4,6 м, вес — 5 т. К памятнику со стороны улицы Горошникова ведёт аллея, над которой при входе на площадку мемориала установлена чугунная арка в виде лаврового венка на гранитном основании.

## История
18 декабря 1992 г. в Нижнем Тагиле прошла конференция воинов-интернационалистов, одним из постановлений которой было решение увековечить память солдат, погибших в Афганистане. Хотя в городе в 1988 г. уже был поставлен памятник воинам-афганцам, было решено возвести ещё один мемориал: с выводом советских войск из Афганистана и распадом СССР локальные войны не прекратились, и воины из Нижнего Тагила продолжали в них гибнуть.
В 1996 г. в городскую Думу Нижнего Тагила были избраны депутатами три бывших «афганца», а правление Нижнетагильского отделения Российского Союза Ветеранов Афганистана постановило посвятить будущий памятник всем тагильчанам, павшим в локальных конфликтах. Тогда же было выбрано место для мемориала на набережной Нижнетагильского пруда рядом с Демидовской центральной городской больницей. Начался сбор средств для памятника, и был объявлен конкурс проектов памятника. Конкурс выиграл проект тагильского скульптора Анатолия Глебовича Неверова, получивший название «Брод в неизвестность».
Закладка камня на месте мемориала состоялась 2 августа 1997 г. В 1998 г. была утверждено финансирование памятника в размере 400 тыс. рублей, но до финансового кризиса 1998 г. была освоена только десятая часть бюджета строительства, а последующий рост цен сделал эту сумму недостаточной. В связи с этим был объявлен сбор средств средств среди горожан. Во время телемарафона 20 февраля 1999 г. было собрано 324620 рублей от горожан и предприятий города. К июню 1999 г. работы над макетом памятника в мастерской А. Г. Неверова были завершены, в августе того же года началась отливка памятника из бронзы в фирме «Тагильское литьё», а также благоустройство площадки и облицовка пилонов гранитом.
Торжественное открытие памятника состоялось 9 октября 1999 г., на котором присутствовали глава города Н. Диденко, бывший командующий 40-й армией генерал армии Виктор Ермаков, руководители Российского Союза Ветеранов Афганистана и другие.